# Ernst Hübner

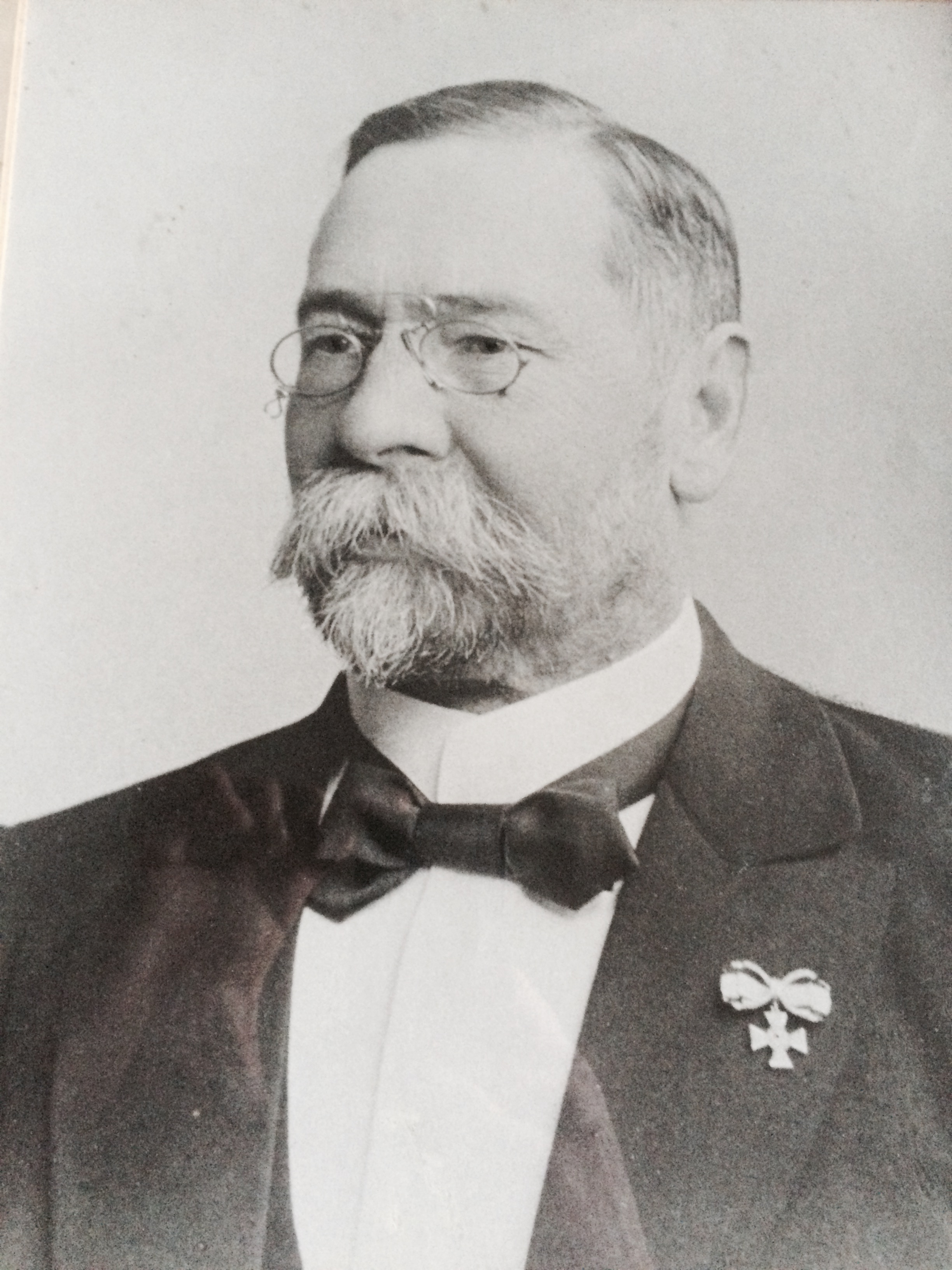
Ernst Hübner

Ernst Wolfgang Hübner (* 1840; † 22. November 1905 in Halle (Saale)) war ein deutscher Ingenieur und Unternehmer.

## Leben
Zusammen mit seinem Geschäftspartner Alfred Wegelin (1841–1888) war Hübner 1869 Gründer und Inhaber der später auch international tätigen und bekannten Maschinenfabrik und Eisengießerei Wegelin & Hübner in Halle. Das Unternehmen produzierte Pumpen, Kompressoren, Pressen,  Eis- und Kühlmaschinen nach dem Linde-Verfahren und Dampfmaschinen für Brauereien, Zuckerfabriken und die chemische Industrie. Die Eisengießerei wurde im Jahr 1873 angegliedert. 1899 wurde das Unternehmen in eine Aktiengesellschaft umgewandelt, die 1901 die Konkurrentin Hallesche Union AG (hervorgegangen aus den Unternehmen Wolff & Meinel, Vaass & Littmann und H. W. Seiffert) im Zuge einer Fusion übernahm. Die Überlieferung der Wegelin & Hübner Maschinenfabrik und Eisengießerei AG wird im Landesarchiv Sachsen-Anhalt aufbewahrt.
Hübner erhielt den Ehrentitel eines (königlich preußischen) Geheimen Kommerzienrats. Im Jahr 1898 verlieh ihm die Kurstadt Bad Kissingen ihre Ehrenbürgerwürde in Anerkennung seines 25. Kuraufenthalts. Im Folgejahr 1899 stiftete Hübner die aus Sandstein gefertigte Ruhebank im Ballinghain. Hergestellt wurde die „Hübnerbank“ vom Bildhauer Valentin Weidner in Bad Kissingen.

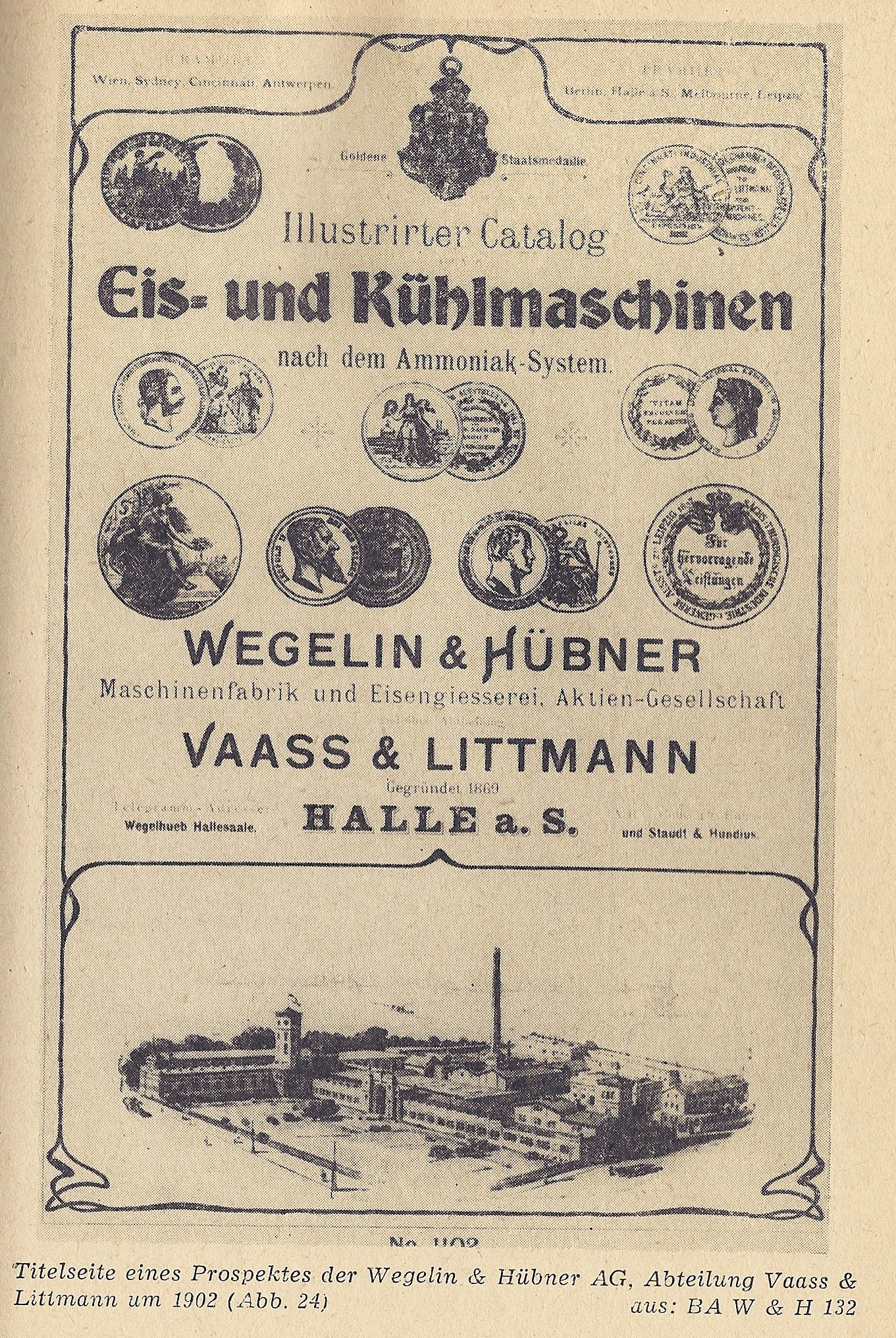
Anzeige der Maschinenfabrik Wegelin & Hübner, Abteilung Vaass & Littmann, um 1902
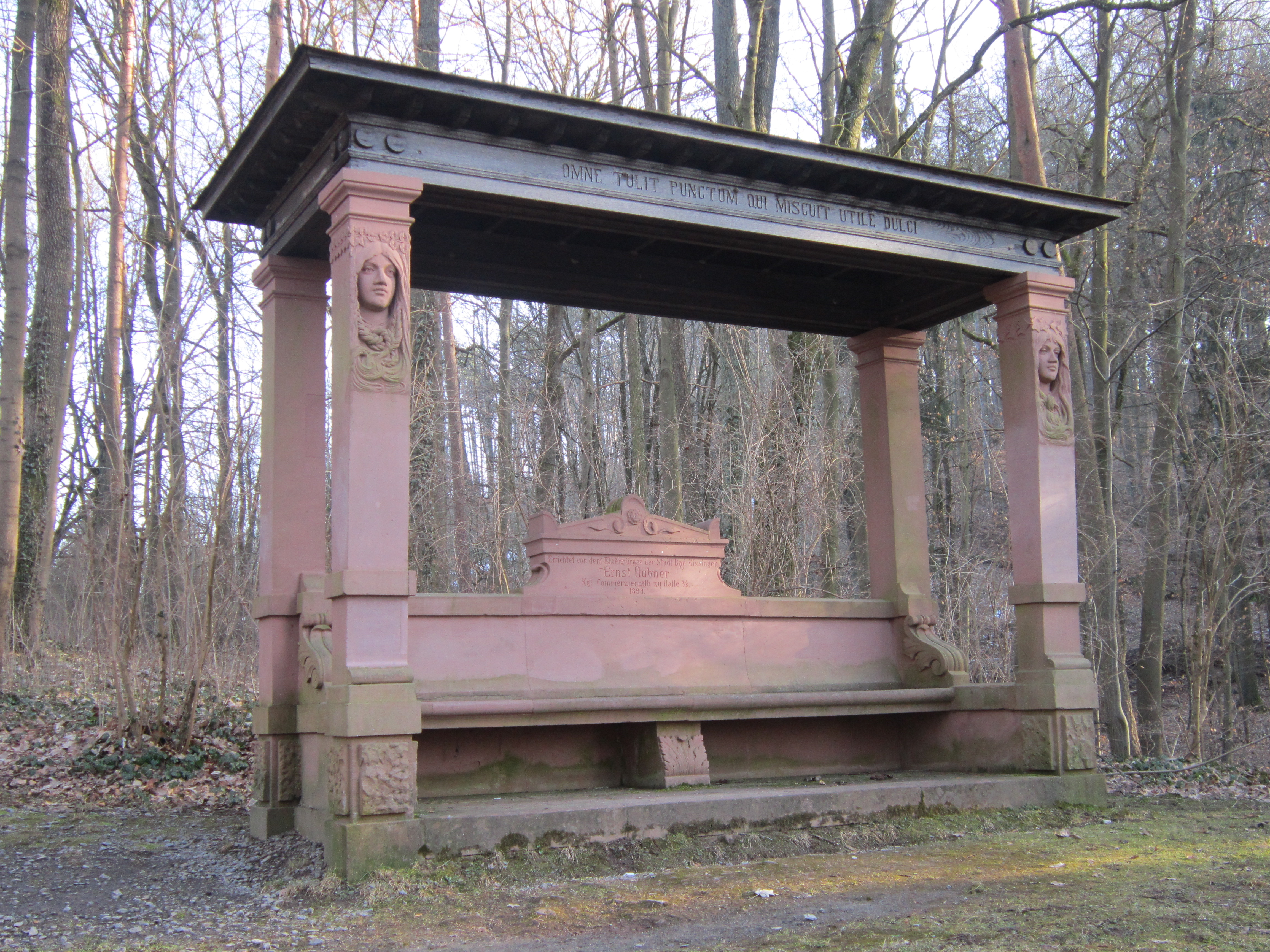
„Hübnerbank“ in Bad Kissingen, gestiftet von Ernst Hübner